# 長岡市立東北中学校
長岡市立東北中学校（ながおかしりつ とうほくちゅうがっこう、英称：Nagaoka Tohoku Junior High School）は、新潟県長岡市に所在する市立中学校である。

## 概要
本校は1954年に開校した。

## 沿革
- 1954年4月1日 - 生徒数増加に伴い東中学校・北中学校より川崎・神田小学校区生徒を分離して開校した。新潟大学・長岡分校（旧：長岡女子師範学校）の旧校舎を借用して開校した。
- 1954年4月8日 - 第1回入学式挙行。
- 1954年6月1日 - 校章制定、生徒会結成。
- 1954年6月8日 - 「第一義」提額される。
- 1957年1月1日 - 校旗樹立式拳行。
- 1957年3月17日 - 第1回卒業式・校歌披露式挙行。
- 1960年3月26日 - 新潟県教育委員会長岡教科書センターを本校内に開設。
- 1962年5月 - 新校舎建設の為に埋立工事開始。
- 1963年10月11日 - 創立10周年記念式・新校舎起工式拳行。
- 1965年3月26日 - 新校舎第2期工事竣工、一部新校舎へ移転。
- 1966年4月1日 - 新校舎第3期工事竣工、全学年新校舎で授業開始。学区改定に伴い富曽亀・阪之上小学校区の一部を加える。
- 1967年3月23日 - 体育館竣工。
- 1967年11月23日 - 校舎新築落成式拳行。
- 1969年12月6日 - 「闘魂の丘」完成。
- 1970年6月 - 青少年赤十字（JRC）加盟。
- 1970年7月13日 - プール竣工式挙行。
- 1973年3月 - 「つどいの庭」完成。
- 1978年4月1日 - 生徒数増加に伴い3教室増築。
- 1979年4月1日 - 学区改定に伴い神田小学校区を東中学校へ分離。
- 1983年10月22日 - 創立30周年記念式拳行、記念事業として舗装コート・掲揚塔設置。
- 1984年8月 - 校舎大規模改修（1棟アルミサッシ窓枠改修・外壁塗装）。
- 1985年8月 - 2棟・体育館改修（窓枠・外壁塗装・教室床・体育館屋根）。
- 1990年3月31日 - 生徒数増加に伴い3棟校舎増築。
- 1993年9月 - 創立40周年記念碑をつどいの庭に建立。
- 1995年 - 地下道清掃により新潟県知事・北陸建設局より表彰。
- 1996年12月 - 生徒の手により柏友憲章を制定 。
- 1997年3月 - 第2屋内運動場（武道場）・給食室竣工。
- 1997年4月 - 給食開始。
- 1999年1月19日 - 制服改定。
- 2003年11月 - 創立50周年記念式挙行、中庭に記念モニュメント建立。
- 2004年8月 - グラウンド散水設備、体育館床塗替工事完了。
- 2004年10月23日 - 新潟県中越地震発生、校舎内に被害を受ける。避難所開設。
- 2006年12月 - 2棟の外壁塗装改修を実施する。

## 通学区域
#外部リンクを参照。

### 進学前小学校
- 長岡市立川崎小学校（校区全域）
- 長岡市立川崎東小学校（校区全域）
- 長岡市立富曽亀小学校（校区全域）
- 長岡市立阪之上小学校（一部のみ）

## 交通・アクセス方法
- 越後交通「東北中学校」バス停[2]より西へ約350m（徒歩：約5分）
- JR（信越本線・上越線・上越新幹線）長岡駅より約2.0km（徒歩：約25分）
- JR（信越本線）北長岡駅より約2.0km（徒歩：約25分）

## 著名な出身者
- 村山千代（NSTアナウンサー）
- スネオヘアー（ミュージシャン）
- DJ松永（Creepy Nuts(R-指定&DJ松永)・ターンテーブリスト・トラックメイカー）
- 今村佳太(B1 名古屋ダイヤモンドドルフィンズ所属)
- 石井峻平(B2 バンビシャス奈良所属)